# ناحیه الشمره
ناحیه الشمره (به عربی: دائرة الشمرة) یک ناحیه در الجزایر است که در استان باتنه واقع شده‌است.